# Дунаевцы (посёлок)

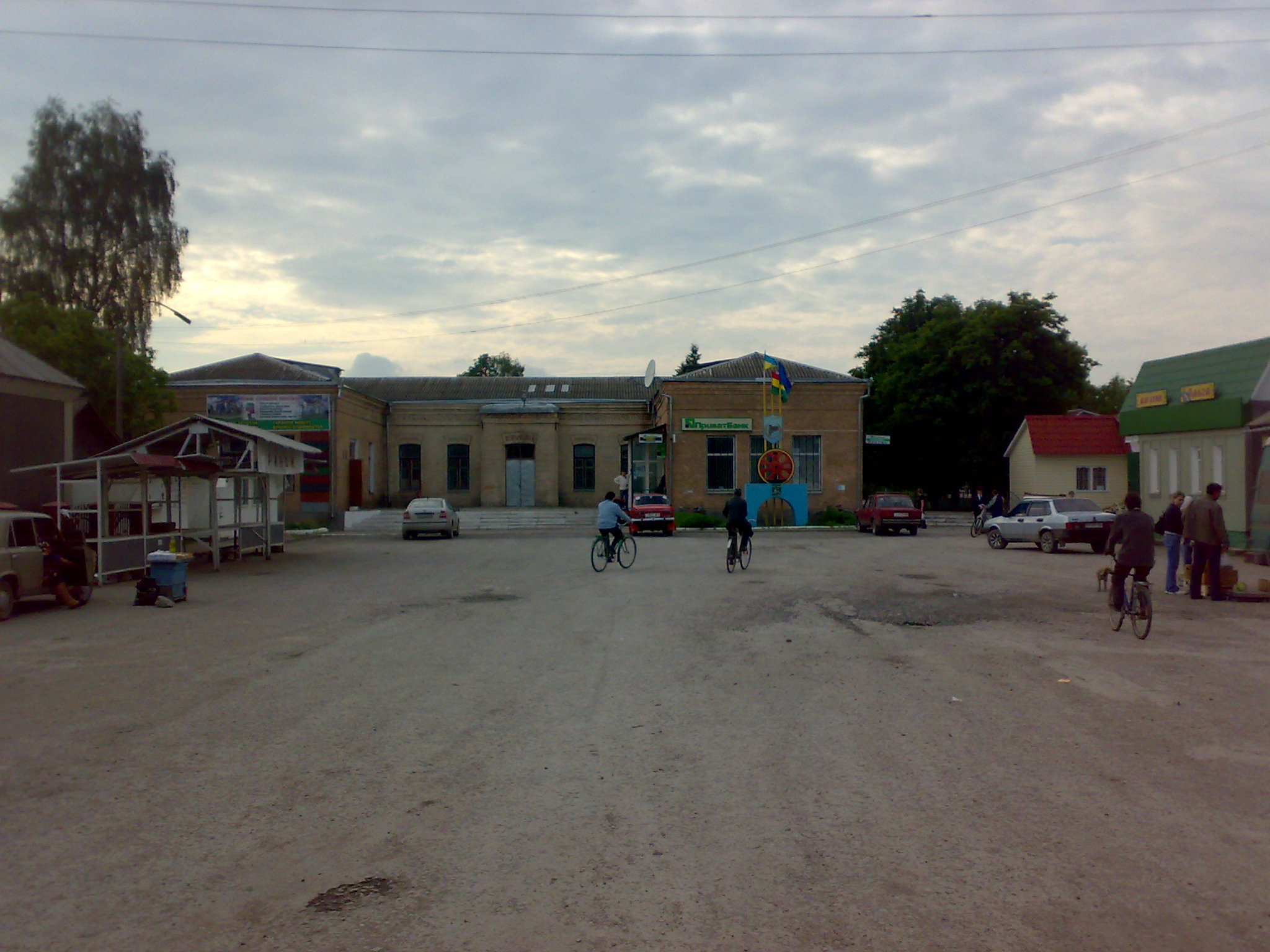
Дунаевцы

Дуна́евцы (укр. Дунаївці) — посёлок в Каменец-Подольском районе Хмельницкой области Украины.

## История

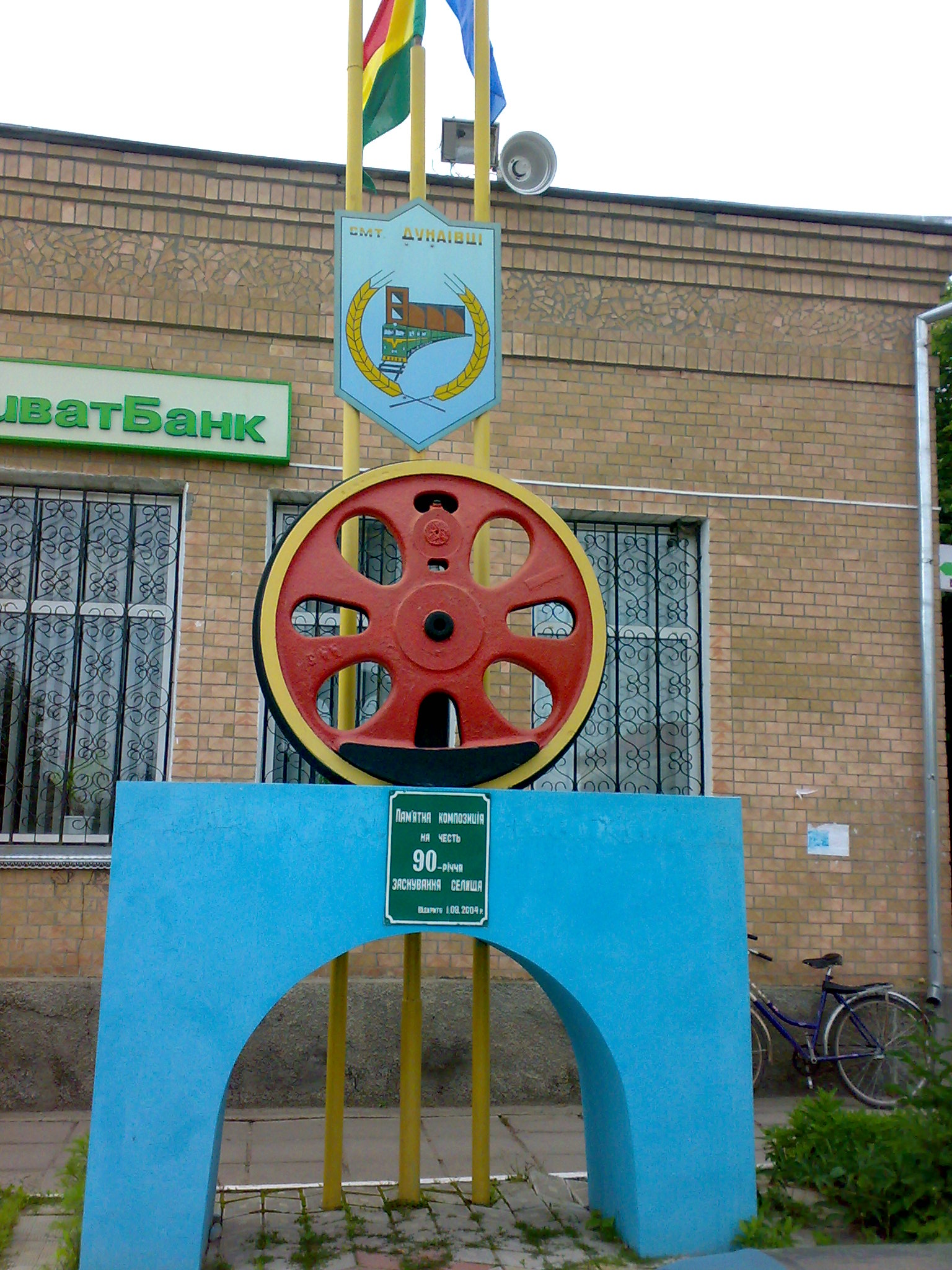
Монумент в честь 90-летия Дунаевцев

Селение возникло в 1914 году в Подольской губернии Российской империи в ходе строительства железной дороги Гречаны — Каменец-Подольский.
В ходе Великой Отечественной войны с 1941 до 1944 года Дунаевцы были оккупированы немецкими войсками.
В 1971 году численность населения составляла 2285 человек, здесь действовали плодоконсервный завод, комбинат хлебопродуктов, средняя школа, Дом культуры и библиотека.
В 1972 году село получило статус посёлка городского типа.
В январе 1989 года численность населения составляла 2721 человек.
По состоянию на 1 января 2013 года население составляло 2536 человек.

## Транспорт
Здесь находится железнодорожная станция Дунаевцы на линии Гречаны — Каменец-Подольский Юго-Западной железной дороги.